# Traganek jasny
Traganek jasny (Astragalus australis (L.) Lam.) – gatunek rośliny należący do rodziny bobowatych. Łacińska nazwa rodzaju pochodzi od greckiego słowa astragalos oznaczającego kostkę do gry i odnosi się do kształtu nasion.

## Rozmieszczenie geograficzne
Występuje w Azji (Syberia, Rosja, Mongolia), środkowej, wschodniej i południowej Europie oraz w Ameryce Północnej (Kanada i północne i wschodnie obszary USA). Gatunek występujący w subarktycznej strefie klimatycznej. W Polsce występuje wyłącznie w Tatrach i Pieninach. Z Tatr podany był z następujących stanowisk: Kominiarski Wierch, Stoły, Raptawicka Grań, Raptawicka Turnia, Wąwóz Kraków, Pisaniarski Żleb, Wysoka Turnia, Rzędy Tomanowe, Ciemniak od strony Rzędów, Gładkie Upłaziańskie, Twardy Upłaz, Chuda Turnia, Mała Świstówka, Wielka Świstówka nad Wantulami, Długi Giewont, Łysanki, Kalacki Upłaz, Wielki Giewont, Mały Giewont, Dolina Mułowa. W Pieninach występuje tylko w najwyższych, skalistych partiach Trzech Koron na wysokości 845–980 m.
Został znaleziony w kopalnej florze w Krościenku. Występował tutaj w tundrze w okresie zlodowaceń.

## Morfologia
PokrójRoślina o płożącej się i łukowato podnoszącej się łodydze i zdrewniałym korzeniu. Wysokość 10–20 cm. Roślina owłosiona, wszystkie włoski są pojedyncze.
LiściePierzasto–złożone z 4–8 par wąskoeliptycznych lub podłużnie lancetowatych listków. Na spodniej stronie są rzadko, biało owłosione. Dolne przylistki są podługowate lub eliptyczne i zrosłe z sobą, górne są lancetowate i przeważnie wolne.
KwiatyZebrane w 6–15 kwiatowe grono, wraz z szypułką dłuższe od liścia, z kąta którego wyrasta. Kielich jest przylegająco, czarniawo owłosiony. Korona biaława, z lekkim żółtym odcieniem i fioletowym szczytem łódeczki. Skrzydełka są dwudzielne, blaszka żagielka odgięta w górę. Słupek nagi.
OwocPodłużnie eliptyczny, nagi strąk na trzonku do dwóch razy dłuższym od kielicha. Ma długość do 2,5 cm i zawiera nerkowate nasiona.

## Biologia i ekologia
Bylina, hemikryptofit. Rośnie w murawach na skałach i upłazach, głównie o ekspozycji południowej i południowo-zachodniej, rzadko północnej, spotkać go można także na piargach u podnóży skał. W Tatrach występuje wyłącznie na wapiennym podłożu. Najwyżej występuje na Wielkim Giewoncie (1890 m n.p.m.). Kwitnie w czerwcu i lipcu. Rozmnaża się przez nasiona, zawiązuje ich dość dużo. Podczas wilgotnego lata w 2001 w Pieninach nasiona kiełkowały w strąku. Liczba chromosomów 2n = 48. Gatunek charakterystyczny dla klasy (Cl.) Seslerietea variae.
Występuje w dwu odmianach:
- Astragalus australis var. australis (syn. Phaca australis L.)
- Astragalus australis var. olympicus Isely (syn. A. olympicus Cotton)

W Polsce występuje tylko odmiana australis.

## Galeria zdjęć

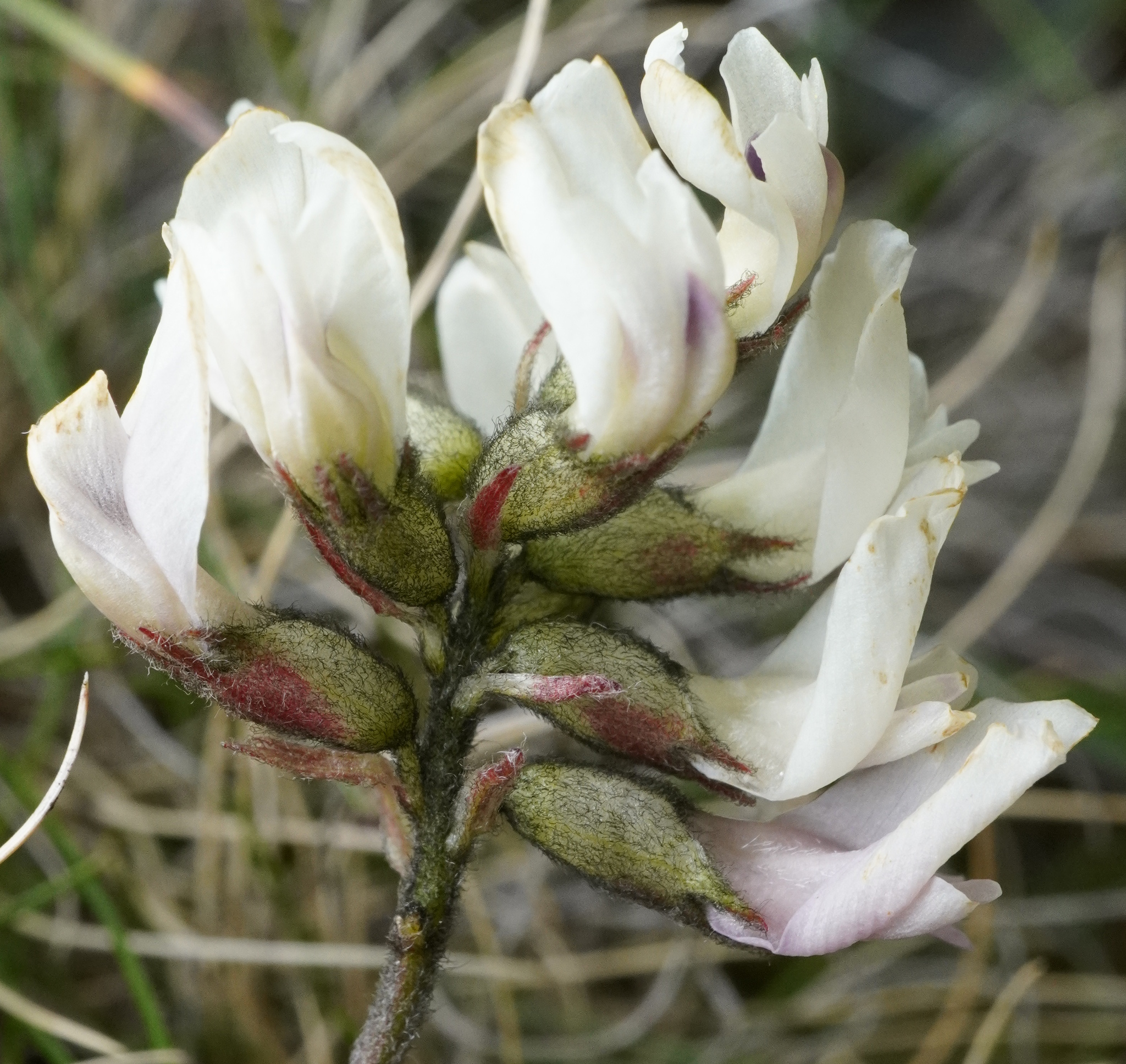
Kwiatostan
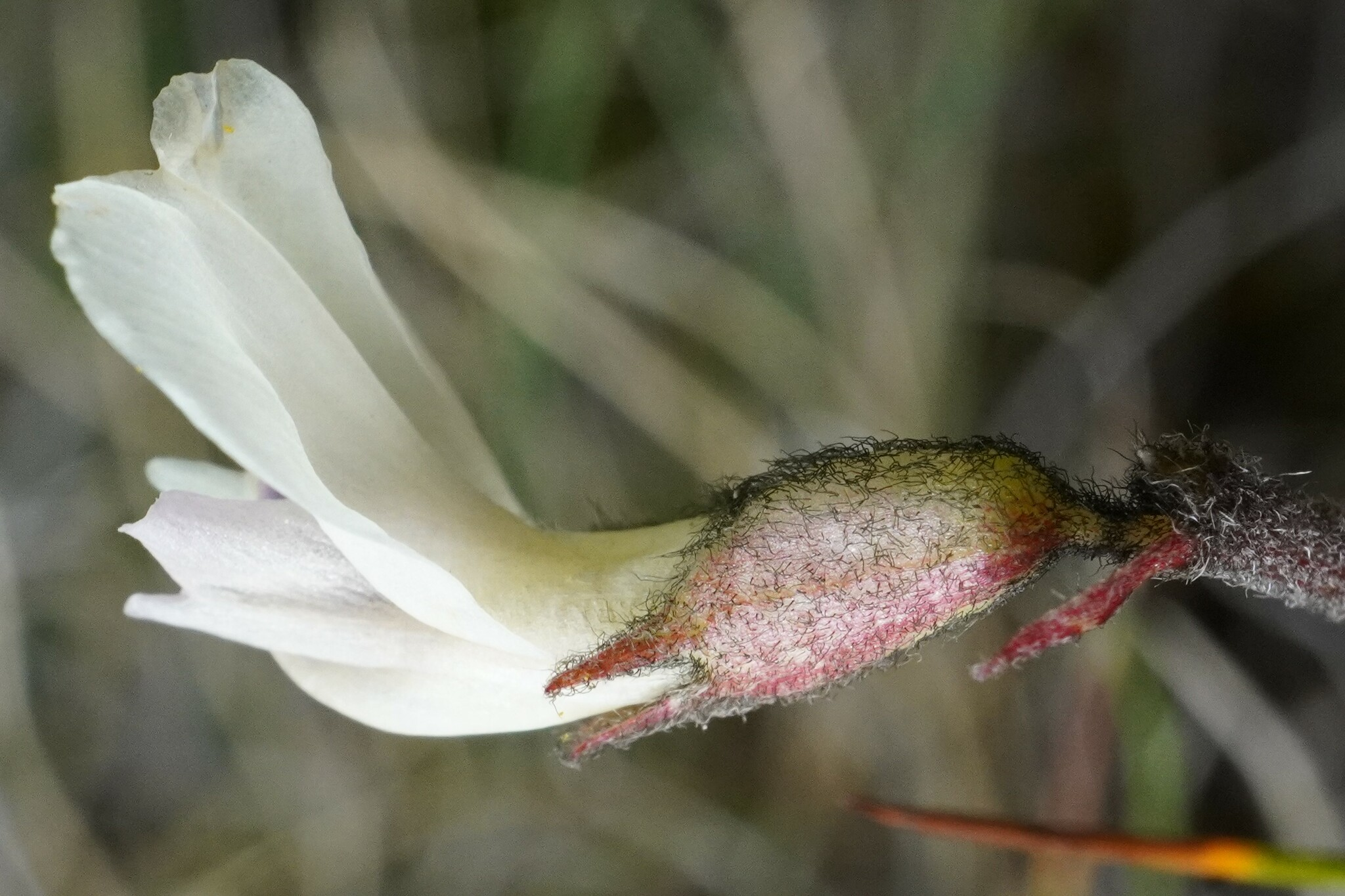
Kwiat
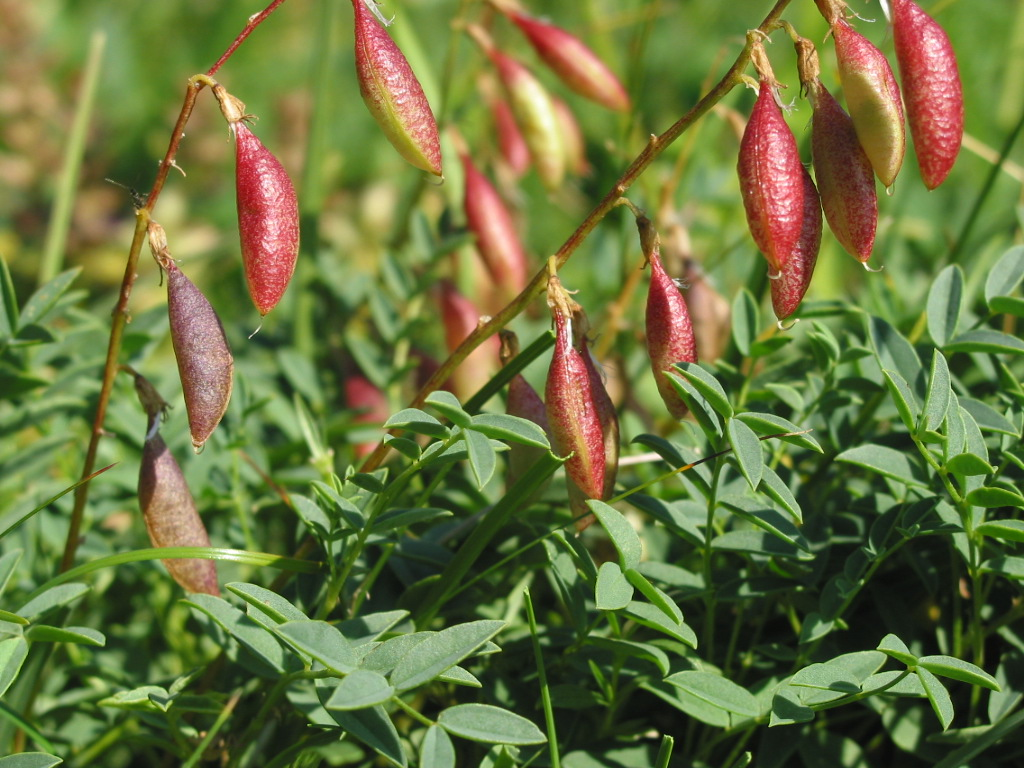
Strąki
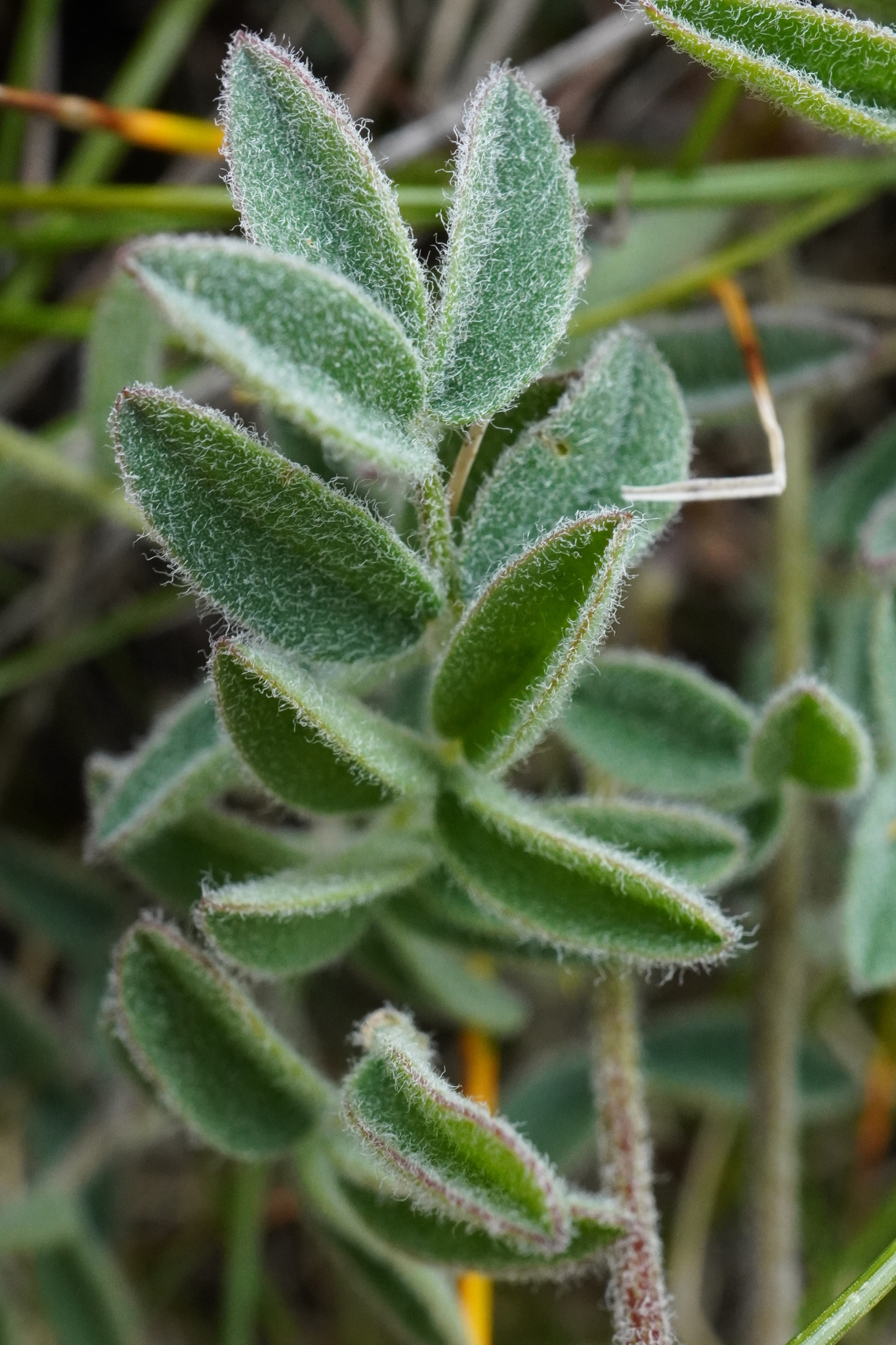
Liście

## Zagrożenia i ochrona
Kategorie zagrożenia gatunku:
- Kategoria zagrożenia w Polsce według Czerwonej listy roślin i grzybów Polski (2006)[10]: R (rzadki, potencjalnie zagrożony); 2016: VU (narażony)[11]
- Kategoria zagrożenia w Polsce według Polskiej czerwonej księgi roślin: VU (vulnerable, narażony)[12]

Występuje wyłącznie na chronionych obszarach parków narodowych: Pienińskiego i Tatrzańskiego i w obydwu tych parkach znajduje się na liście gatunków specjalnej troski. Największym zagrożeniem jest niszczenie jego stanowisk znajdujących się przy szlakach turystycznych (poprzez zadeptywanie lub zbieranie roślin przez kolekcjonerów). Aby zminimalizować to zagrożenie w obrębie Trzech Koron w Pieninach w 2001 zmodyfikowano dojście do galerii widokowej na tym szczycie. Jest też uprawiany w Górskim Ogrodzie Botanicznym PAN w Zakopanem, Ogrodzie Botanicznym Uniwersytetu Warszawskiego i w ogródku przy budynku dyrekcji Pienińskiego Parku Narodowego.